# Prangos peucedanifolia
Prangos peucedanifolia är en flockblommig växtart som beskrevs av Edward Fenzl. Prangos peucedanifolia ingår i släktet Prangos och familjen flockblommiga växter. Inga underarter finns listade i Catalogue of Life.